# Synchaeta longipes
Synchaeta longipes is een soort in de taxonomische indeling van de raderdieren (Rotifera). 
Het dier behoort tot het geslacht Synchaeta en behoort tot de familie Synchaetidae. De wetenschappelijke naam van de soort werd voor het eerst geldig gepubliceerd in 1887 door Gosse.